# Hendrik VI van Gorizia
Hendrik VI van Gorizia (1376-1454) was van 1385 tot aan zijn dood graaf van Gorizia. Hij behoorde tot het huis Gorizia.

## Levensloop
Hendrik VI was de oudste zoon van graaf Meinhard VI van Gorizia en diens echtgenote Utehild van Mätsch. Na de dood van zijn vader in 1385 erfde hij het graafschap Gorizia. Door zijn niet te bedwingen voorliefde voor gokken en drinken, kenden zijn domeinen tijdens zijn bewind een enorme achteruitgang.
Tijdens zijn bewind sloot hij een erfverdrag met het huis Habsburg. Dit veroorzaakte de vijandigheid van zijn andere buurlanden: het hertogdom Beieren en de republiek Venetië.
Na de dood van zijn jongere halfbroer Jan Meinhard VII in 1430 erfde Hendrik eveneens het graafschap Kirchberg, afkomstig uit de erfenis van zijn moeder.
Hendrik was eveneens paltsgraaf van Karinthië, gouverneur van Belluno-Feltre en landeshauptmann van Krain.

## Huwelijken en nakomelingen
Hendrik was verloofd met Elisabeth (overleden in 1392), dochter van hertog Leopold III van Oostenrijk, maar zij stierf nog voor het huwelijk plaatsvond. 
Op 31 januari 1400 huwde hij met Elisabeth (overleden in 1426), dochter van graaf Herman II van Celje. Ze kregen twee dochters:
- Anna, huwde met heer Bruno della Scala van Verona
- Margaretha (overleden in 1450), huwde met graaf Johan van Oettingen-Wallerstein

Na de dood van zijn eerste vrouw hertrouwde Hendrik VI met Catharina (overleden tussen 1471 en 1483), dochter van paltsgraaf Nicolaas II Garai van Hongarije. Ze kregen drie zonen:
- Jan II (1433-1462), graaf van Gorizia
- Leonard (1440-1500), graaf van Gorizia
- Lodewijk (overleden in 1457)